# 小泉氏平
小泉 氏平（こいずみ うじひら）は、南北朝時代の武将。小早川宣平の五男。小泉氏の初代当主。

## 生涯
父・宣平より安芸国沼田庄内の新田を譲り受けて庶子家を興す。この地の地名を取って小泉氏を称した。
南北朝時代の康永元年・興国3年（1342年）、北朝方に属した父に従って南朝方の伊予国世田山城攻略戦に参戦。これに乗じて生口惟平など他の小早川氏庶子と共に、瀬戸内海の弓削島、因島、生口島などに進出。
観応元年（1350年）から始まった観応の擾乱では反尊氏派によって島々を占拠されるが、小早川一門として尊氏・義詮に従って参戦したという。